# Villa Livia
Die Villa Livia ist ein Landhaus im Jugendstil aus den 1920er-Jahren im Viertel Chiaia von Neapel in der italienischen Region Kampanien. Sie liegt am Parco Grifeo. Heute ist es ein Museum.

## Geschichte
Das in den 1920er-Jahren errichtete Haus schenkte Domenico de Luca Montalto, Gatte der Gräfin von Cardinale, Livia Serra, dem Museo cicico Gaetano Filangieri. Letztgenannte war eine Großnichte von Gaetano Filangieri Junior, Prinz von Satriano.

## Beschreibung
Im Inneren der Villa befinden sich Möbel aus dem 18. und 19. Jahrhundert, Majolikas, Porzellangeschirr und Lampenschirme aus Murano. Unter den Gemälden, die zwischen dem 17. und dem 19. Jahrhundert entstanden, kann man solche von Abraham Brueghel, Philipp Roos, Johann Heinrich Roos, Domenico Gargiulo und Consalvo Carelli bewundern.
Im Nebengebäude der Villa hat seit den 1960er-Jahren das Centro Internazionale di Studi Numismatici (CISN) seinen Sitz.